# مرحله مقدماتی جام جهانی فوتبال ۱۹۹۸ (پلی‌آف آسیا – اقیانوسیه)
بازی پلی‌آف آسیا-اقیانوسیه در دور مقدماتی جام جهانی فوتبال ۱۹۹۸ فرانسه، که در ایران بازی ایران-استرالیا، حماسه هشت آذر و حماسه ملبورن نامیده می‌شود و در استرالیا به ملبورن آزو (انگلیسی: Melbournazo، «عذاب ملبورن») معروف است، میان تیم‌های ملی فوتبال ایران و استرالیا در تاریخ‌های یکم و هشتم آذر ۱۳۷۶ (شمسی) (۲۲ و ۲۹ نوامبر سال ۱۹۹۷ میلادی) به صورت رفت و برگشت برگزار شد. در پایان این دو بازی، تیم ایران با قانون گل‌زده در خانهٔ حریف به عنوان برنده نهایی به جام جهانی ۱۹۹۸ فرانسه راه یافت. 
گل اول ایران توسط کریم باقری و گل دوم توسط خداداد عزیزی به ثمر رسیده است

## بازی رفت
تری ونبلز سرمربی تیم ملی فوتبال استرالیا و دیگر مسوولان این تیم پیش از عزیمت به تهران برای انجام بازی دور رفت اظهارنظرهای منفی راجع به کشور ایران کرده بودند، ایران را کشوری خطرناک خوانده بودند و حتی به بهانه قحطی در ایران با خود آب برای نوشیدن آورده بودند.
بازی دور رفت پلی‌آف در ۲۲ نوامبر در ورزشگاه آزادی تهران برگزار شد و با نتیجه تساوی ۱–۱ به پایان رسید. حدود ۱۲۸۰۰۰ تماشاگر ایرانی برای این بازی به ورزشگاه آمده بودند. با این نتیجه استرالیا امید فراوان و اعتماد به نفس بالایی گرفت، طوری‌که اعلام کردند برای دومین بار پس از ۲۴ سال راهی جام جهانی خواهند شد. در دقایق زیادی از بازی و به خصوص پس از به ثمر رسیدن گل استرالیا در نیمه اوّل توسط هری کیول، ایران در حال حمله و دست یافتن به گل است که نهایتاً توسط خداداد عزیزی در دقیقه ۴۰ از روی سانتر از جناح چپ استرالیا توسط مهدی مهدوی‌کیا، این مهم تحقق می‌یابد.

## بازی برگشت
دیدار برگشت روز ۸ آذر ۱۳۷۶ (۲۹ نوامبر ۱۹۹۷) در ورزشگاه کریکت ملبورن برگزارشد. بیش از ۸۰٫۰۰۰ تماشاگر استرالیایی برای دیدن این بازی به ورزشگاه آمده بودند.

### نیمه اول

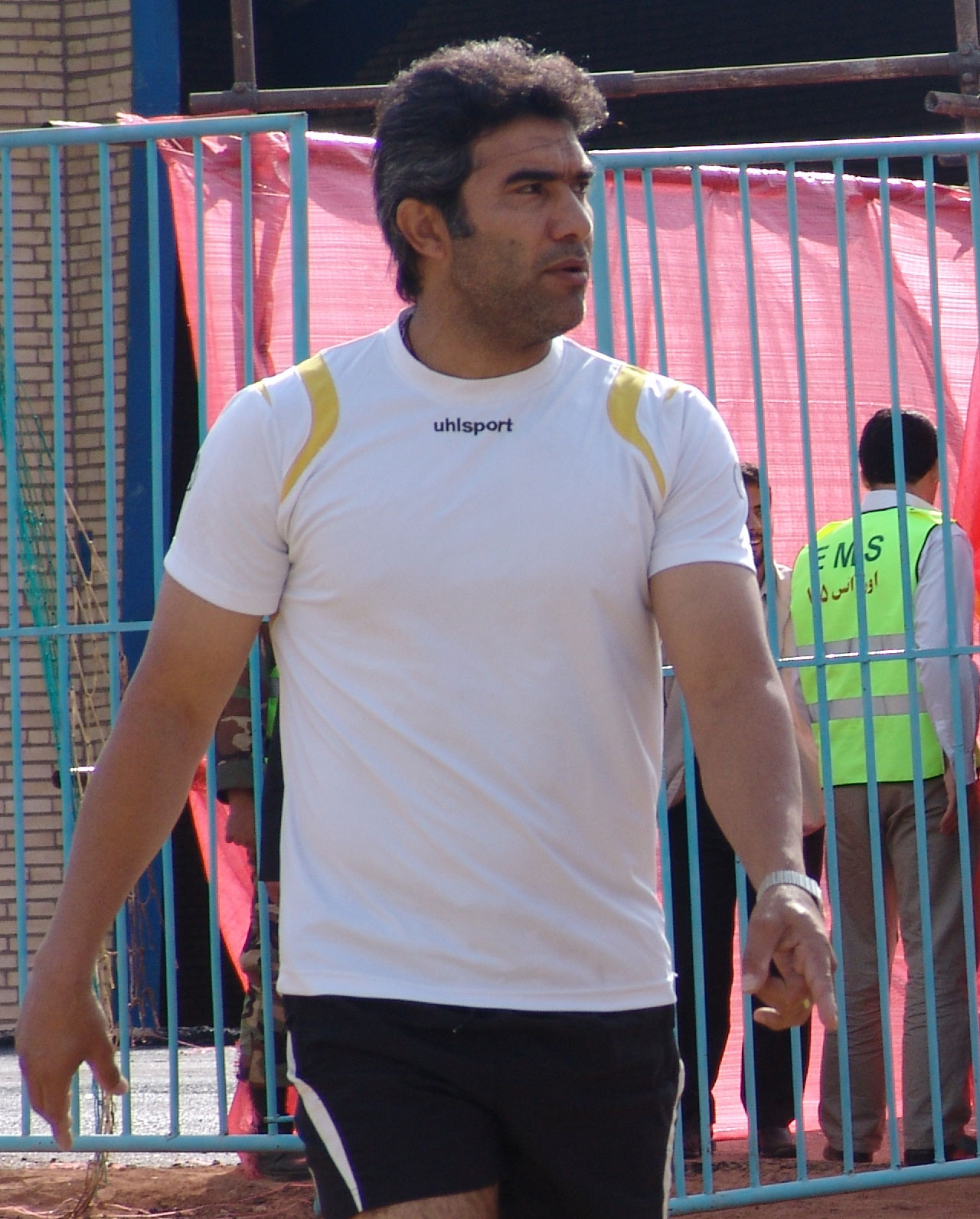
احمدرضا عابدزاده

تماشاگران استرالیایی موقع خواندن سرود ملی ایران با سوت کشیدن و سر و صدا به سرود ملی ایران توهین می‌کنند. استرالیا بازی را هجومی آغاز کرد و در دقیقهٔ یک بازی استن لازاریدیس در محوطهٔ شش‌قدم با احمدرضا عابدزاده تک‌به‌تک شد که دروازه‌بان ایران او را ناکام گذاشت. در ادامه حملات پی‌درپی استرالیا نتیجه داد و گل دقیقهٔ ۳۲ هری کیول با سانتر آئورلیو ویدمار استرالیا را از ایران پیش انداخت. استرالیایی‌ها در تمام نیمهٔ نخست، بر تیم ایران تاختند و موقعیت‌های زیادی داشتند، درحالی که ایران تنها یک فرصت توسّط مهدی مهدوی‌کیا و آن هم روی فرار انفرادی وی در دقیقهٔ ۴۳ پیدا می‌کند. در این نیمه علاوه بر گلزنان استرالیا، مارک ویدوکا، استن لازاردیس، رابی اسلاتر و آئورلیو ویدمار صاحب فرصت‌های بی‌شماری شدند امّا احمدرضا عابدزاده، دروازه‌بان و کاپیتان ایران، با درخشش خود و بازیکنانی نظیر مهدی پاشازاده و محمد خاکپور دروازه‌اش را از دریافت گل‌های بیشتر نگهبانی کرد. در یکی از فرصت‌های خطرناک، هری کیول از فاصلهٔ کم و نزدیک نقطهٔ پنالتی، به دروازه خالی ایران شوت محکمی زد که مهدی پاشازاده، توپ را با ضربهٔ سر و از روی خط دروازهٔ ایران به کرنر فرستاد. نیمهٔ نخست با نتیجهٔ یک به صفر به نفع تیم ملی استرالیا پایان یافت. این نتیجه استرالیا را به جام جهانی می‌رساند.

### نیمه دوم

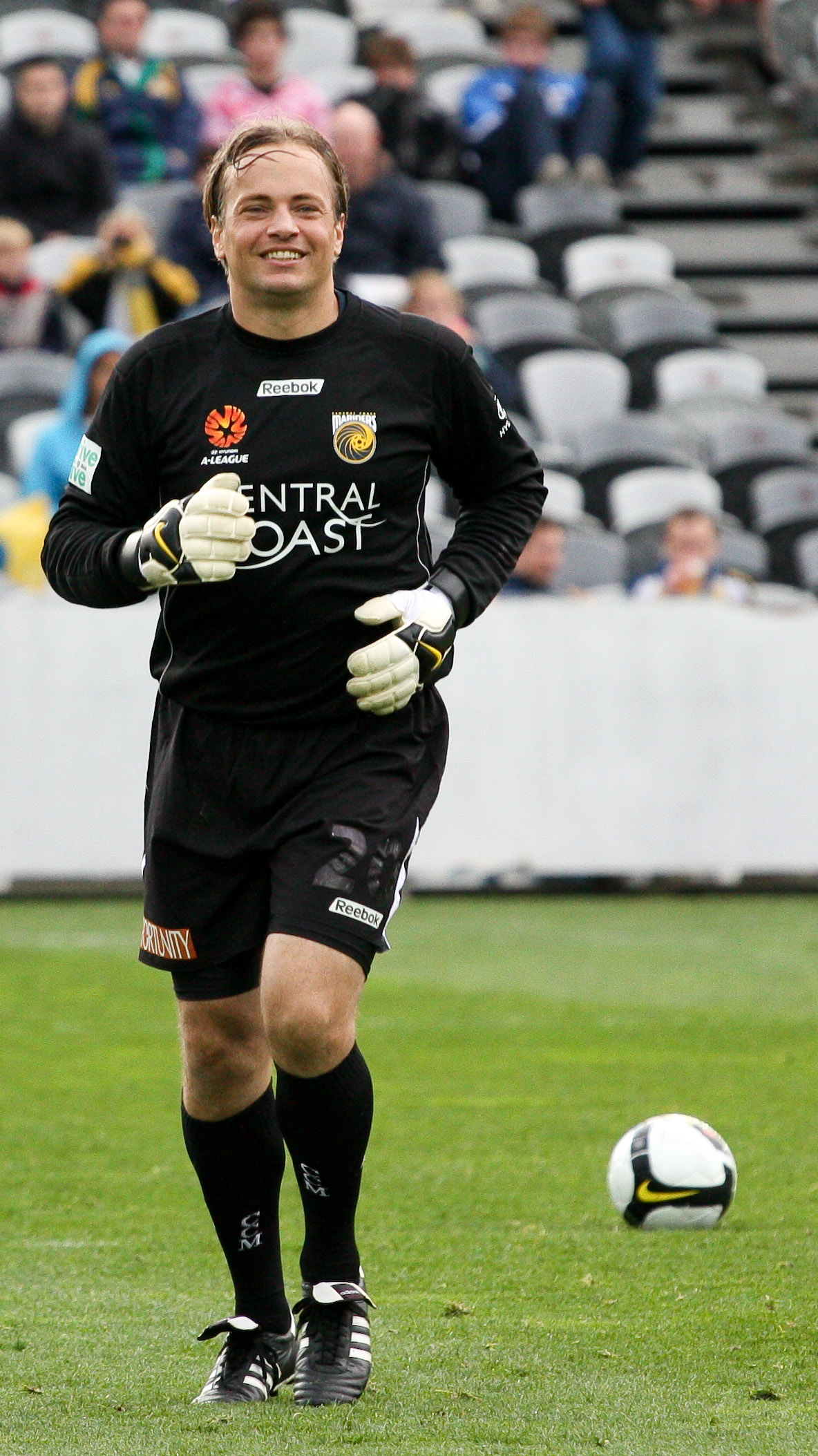
مارک بوسنیچ

در آغاز نیمهٔ دوم و دقیقهٔ ۴۸ بازی استرالیا با سانتر استن لازاریدیس و ضربهٔ تمام‌کنندهٔ آئورلیو ویدمار به گل دوم می‌رسد. با این حال میل بازیکنان استرالیا برای گل‌زنی چندان کاهش نمی‌یابد و درحالی که با این نتیجه صعودشان حتمی است بازهم به حملات همه‌جانبهٔ خود ادامه می‌دهند. بازیکنان ایران که همه چیز را از دست رفته می‌بینند، تمام تلاش خود را به کار می‌گیرند تا به گل برسند، ولی کافی نیست و تلاش‌هایشان تنها منجر به یک موقعیت سانتر از جناح چپ استرالیا توسّط کریم باقری می‌شود. همه چیز حکم به صعود استرالیا می‌کند. استرالیایی‌ها همچنان موقعیت‌های گل را از دست می‌دهند تا اینکه، پیتر هور چهرهٔ شناخته‌شدهٔ استرالیایی که بارها در روند مسابقات مختلف اخلال ایجاد کرده بود وارد زمین می‌شود و تور دروازه ایران را پاره می‌کند. بازی برای حدود ده دقیقه متوقّف می‌شود و به نوعی باعث افزایش تمرکز بازیکنان ایران و سردرگمی بازیکنان استرالیا می‌شود. دروازه‌بان تیم ایران احمدرضا عابدزاده برای حفظ روحیهٔ تیم شروع به انجام حرکات نمایشی و پشتک‌زدن می‌کند که پس از بازی بدل به یکی از به‌یادماندنی‌ترین صحنه‌ها برای ایرانیان می‌شود.
در ادامه، در دقیقهٔ ۷۱ در اثر برخورد هری کیول با احمدرضا عابدزاده، داور به کیول کارت زرد می‌دهد. در دقیقهٔ ۷۶ ایران توسّط کریم باقری و با دخالت بازیکنانی چون خداداد عزیزی و ابراهیم تهامی گلی به ثمر می‌ساند و نتیجهٔ بازی ۲–۱ به سود استرالیا می‌شود. چند دقیقه بعد خداداد عزیزی از روی پاس در عمق علی دایی در موقعیت تک‌به‌تک با مارک بوسنیچ قرار می‌گیرد و دروازه او را باز می‌کند. بازی پس از هشت دقیقه وقت اضافی، با نتیجه ۲–۲ به پایان می‌رسد و ایران به عنوان آخرین تیم به جام جهانی فوتبال صعود می‌کند. پس از بازی، از قول والدیر ویرا سرمربی برزیلی تیم ملی فوتبال ایران گفته‌شد:
من فقط روی نیمکت نشستم و دعا می‌کردم. البتّه وقتی صعود کردیم، دلم واقعاً برای استرالیایی‌ها سوخت. چون در آن لحظات می‌دانستم چه غم سنگینی در دل دارند، به ویژه کودکان استرالیایی که می‌گریستند و می‌پنداشتند تیمشان باید برندهٔ این بازی می‌شد.
بسیاری از طرفداران استرالیایی این بازی را تلخ‌ترین لحظه در تاریخ ورزش این کشور می‌دانند. گزارشگر استرالیایی بازی پس از پایان بازی آشکارا در پیش چشم بینندگان تلویزیونی گریه کرد و صدای جواد خیابانی گویندهٔ ایرانی مستقر در ورزشگاه نیز خبر از گریه و اشک‌شوق وی می‌داد. بازیکنان تیم ایران آنقدر خوش‌حال بودند که پس از سوت پایان بازی، داور مسابقه (ساندرو پل) را در آغوش گرفتند. قابل‌ذکر است که گزارش احساسی جواد خیابانی در این بازی، در ذهن تمام علاقه‌مندان جای می‌گیرد و از او چهرهٔ خاص‌تری می‌سازد. مخصوصاً آنجا که می‌گوید «باز هم از روی زمین».

### آمار و جزئیات بازی
| استرالیا                              | ۲ – ۲    | ایران                                 |
| ------------------------------------- | -------- | ------------------------------------- |
| هری کیول' (۳۲) · آئورلیو ویدمار' (۴۸) | (یادکرد) | کریم باقری' (۷۱) · خداداد عزیزی' (۷۵) |

| استرالیا | ایران |

| استرالیا:      |  |  |     |
|                |  |  |     |
| مارک بوسنیچ    |  |  |     |
| کرگ مور        |  |  | '۷۸ |
| استیو هوروات   |  |  |     |
| آلکس توبین     |  |  |     |
| استن لازاریدیس |  |  |     |
| رابی اسلیتر    |  |  | '۷۶ |
| ند زلیچ        |  |  |     |
| آئورلیو ویدمار |  |  | '۷۶ |
| کرگ فاستر      |  |  |     |
| مارک ویدوکا    |  |  |     |
| هری کیول '۷۱   |  |  |     |
| ذخیره‌ها:       |  |  |     |
| ارنی تاپای     |  |  | '۷۶ |
| تونی ویدمار    |  |  | '۷۶ |
| گراهام آرنولد  |  |  | '۷۸ |
| مربی:          |  |  |     |
| تری ونبلز      |  |  |     |

| ایران:            |  |  |             |
|                   |  |  |             |
| احمدرضا عابدزاده  |  |  |             |
| محمد خاکپور       |  |  |             |
| نعیم سعداوی       |  |  | '۷۰         |
| افشین پیروانی     |  |  |             |
| مهدی پاشازاده     |  |  |             |
| حمید استیلی       |  |  |             |
| کریم باقری        |  |  |             |
| مهدی مهدوی کیا    |  |  |             |
| رضا شاهرودی       |  |  | '۵۲         |
| خداداد عزیزی '۸۰  |  |  |             |
| علی دایی          |  |  |             |
| ذخیره‌ها:          |  |  |             |
| ابراهیم تهامی     |  |  | '۹۰ '۷۰ '۹۰ |
| علیرضا منصوریان   |  |  | '۵۲         |
| علی‌اکبر استاداسدی |  |  | '۹۰         |
| مربی:             |  |  |             |
| والدیر ویرا       |  |  |             |